# Lastra dell'incoronazione
La lastra dell'incoronazione è una scultura marmorea di Matteo da Campione o riconducibile alla sua bottega, databile nella seconda metà del Trecento e conservata nel transetto destro del duomo di Monza.

## Storia
Il bassorilievo è posto nel transetto sinistro del duomo accanto all'ingresso della sacrestia, dove vi sono gli affreschi di Giuseppe Meda raffiguranti le storie di San Giovanni. Raffigura l'incoronazione del 6 luglio 1376 del giovane Venceslao di Lussemburgo alla presenza del Carlo IV, suo padre, anche lui raffigurato nella lastra e morto nel 1378. Si considera quindi che il bassorilievo sia stato realizzato a cavallo di questa data, anche se l'incoronazione non avvenne a Monza ma ad Aquisgrana. La raffigurazione vuole indicare l'appannaggio del territorio monzese a Venceslao.

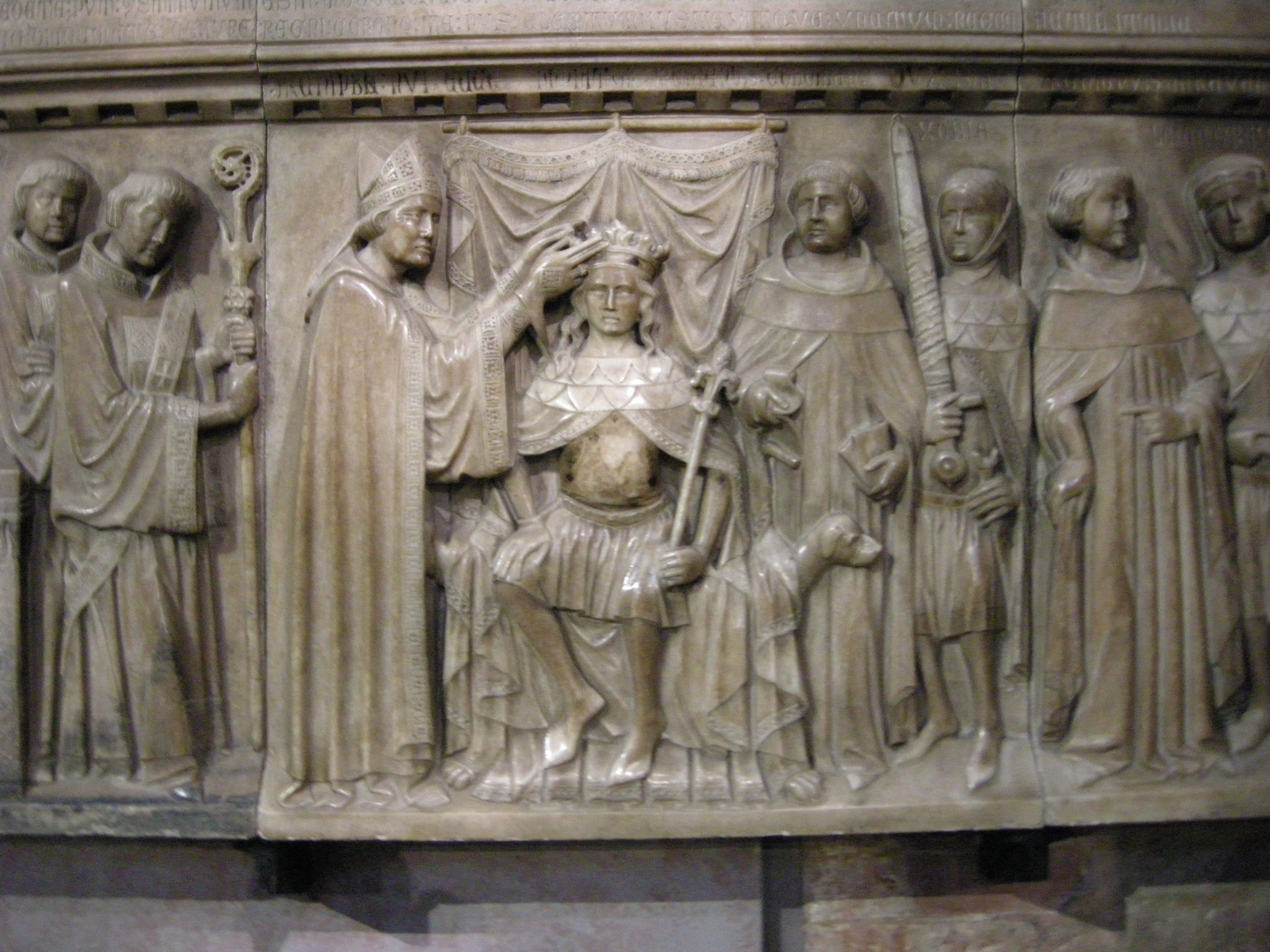
Bottega di Matteo da Campione-lastra dell'incoronazione

## Descrizione
La lastra, proviene dal pulpito, sempre di Matteo da Campione, che fu nel tempo trasformato e rimodulato in cantoria dell'organo nel Settecento. O potrebbe provenire dal battistero sempre del campionese ma andato perduto. Si compone di tre sezioni di cui quella centrale raffigura l'atto di incoronazione di un imperatore con la corona Ferrea del Regno d'Italia, il personaggio sarebbe identificabile in Venceslao di Lussemburgo. L'arciprete che compie il gesto indossa gli abiti da vescovo con un diacono accanto che regge il pastorale e un suddiacono. Il vescovo impone la corona sul capo del neo imperatore seduto su di un faldistorio che regge lo scettro gigliato.
A destra della scena principale sfilano i personaggi più importanti del tempo: il duca di Sassonia che tiene la spada imperiale, il langravio di Turingia e il margravio di Brandeburgo, nonché gli arcivescovi di Colonia, Treviti e Magonza. Il popolo di Monza riceve un diploma imperiale direttamente dal marchese di Brandeburgo.
I nomi dei personaggi sono impressi sul lato superiore, e presenta tracce di policromia che riprendendo inflessioni dell'arte toscana di Tino di Camaino ma anche riferibili al pulpito, confermando la paternità se non direttamente a Matteo, sicuramente della sua bottega.
La lastra è posta sul lato dove sono visibili gli antichi ingressi trecenteschi della sagrestia nonché un vano adibito ad armadio dove veniva conservato il crisma.